# Clube Ferroviário da Beira
El Clube Ferroviário da Beira és un club de futbol de la ciutat de Beira, Moçambic.

## Palmarès
- Lliga moçambiquesa de futbol:[2]
  - 1958, 1974

- Copa moçambiquesa de futbol:[3]
  - 1993, 2005